# Andrew Murray (duchowny)
Andrew Murray (ur. 9 maja 1828, zm. 18 stycznia 1917) – południowoafrykański duchowny i pisarz protestancki. Często nauczał o aktualności darów Ducha Świętego i uzdrowieniu, przez co uważany jest za prekursora ruchu zielonoświątkowego w Południowej Afryce.

## Życiorys
Jego ojciec, pastor i misjonarz z Holenderskiego Kościoła Reformowanego zawsze modlił się o przebudzenie dla Afryki Południowej, a ich dom odwiedzało wielu misjonarzy. Gdy Andrew Murray miał dziesięć lat, wyjechał ze swoim bratem, aby kształcić się w Szkocji. Mieszkał u swojego wujka, pastora Johna Murraya i w jego domu spotkał ewangelistę Williama C. Burnsa, który miał duży wpływ na jego życie. Kontynuował edukację, studiując teologię na Uniwersytecie w Utrechcie, w Holandii.
W 1848 roku wrócił do Afryki Południowej. Przez pewien czas służył podróżując konno od miejsca do miejsca, głosząc i organizując spotkania. 2 lipca 1856 r. Murray ożenił się z Emmą Rutherford z Kapsztadu w Południowej Afryce, z którą mieli ośmioro dzieci (czterech chłopców i cztery dziewczynki). Był pastorem zborów w Bloemfontein, Worcester, Kapsztadzie i Wellington. 
W latach 1858–1917 napisał ponad 240 książek i traktatów. Wiele z nich nadal są wydawane i uważane za klasykę literatury chrześcijańskiej.